# لويس روبياليس
لويس مانويل روبياليس بيخار (بالإسبانية: Luis Manuel Rubiales Béjar) هو لاعب كرة قدم إسباني في مركز الدفاع ولد في يوم 23 أغسطس 1977 في مدينة موتريل في إسبانيا، لعب في صفوف أتلتيكو مدريد وريال مايوركا وفالنسيا وخيريث وليفانتي وأليكانتي وهاميلتون أكاديميكال في اسكتلندا، في مايو 2018 تم انتخابه كرئيس جديد للإتحاد الإسباني الملكي لكرة القدم.

## روابط خارجية
- لويس روبياليس على موقع قاعدة بيانات كرة القدم.إي يو (الإنجليزية)
- لويس روبياليس على موقع Soccerbase.com (لاعب) (الإنجليزية)